# 切尼维尔 (路易斯安那州)
切尼维尔（英語：Cheneyville），是美国路易斯安那州下属的一座城市。根据2010年美国人口普查，该市有人口625人。建置上，属于“town”。